# Record de France de natation messieurs du 100 mètres brasse
Le record de France de natation sportive messieurs pour l'épreuve du 100 mètres brasse concerne les records obtenus par les athlètes dans cette épreuve en bassin de 50 et 25 mètres.

## Bassin de50 mètres
| Temps         | Athlète        | Naissance | Âge | Équipe                | Compétition               | Lieu      | Date            |
| ------------- | -------------- | --------- | --- | --------------------- | ------------------------- | --------- | --------------- |
| 1 min 00 s 05 | Hugues Duboscq | 1981      | 24  | Club Nautique Havrais | Championnats du monde     | Montréal  | 24 juillet 2005 |
| 59 s 78       | Hugues Duboscq | 1981      | 27  | Club Nautique Havrais | Championnats d'Europe (f) | Eindhoven | 19 mars 2008    |
| 59 s 67       | Hugues Duboscq | 1981      | 27  | Club Nautique Havrais | Jeux olympiques (s)       | Pékin     | 9 août 2008     |
| 59 s 37       | Hugues Duboscq | 1981      | 27  | Club Nautique Havrais | Jeux olympiques (f)       | Pékin     | 11 août 2008    |
| 59 s 01       | Hugues Duboscq | 1981      | 28  | Club Nautique Havrais | Championnats du monde (s) | Rome      | 26 juillet 2009 |
| 58 s 64       | Hugues Duboscq | 1981      | 28  | Club Nautique Havrais | Championnats du monde (f) | Rome      | 27 juillet 2009 |

## Bassin de25 mètres
| Temps         | Athlète               | Naissance | Âge | Équipe                          | Compétition                      | Lieu                 | Date             |
| ------------- | --------------------- | --------- | --- | ------------------------------- | -------------------------------- | -------------------- | ---------------- |
| 1 min 01 s 86 | Christophe Bourdon    | 1970      | 21  | Dauphins de Créteil             |                                  | Boulogne-Billancourt | 24 février 1991  |
| 1 min 01 s 14 | Cédric Pénicaud       | 1971      | 20  | Union Nautique de Limoges       | Coupe du monde                   | Malmö                | 19 mars 1991     |
| 1 min 00 s 79 | Stéphane Vossart      | 1971      | 22  | AAE Péronne                     | Coupe du monde                   | Paris                | 7 février 1993   |
| 1 min 00 s 19 | Stéphan Perrot        | 1977      | 21  | CN Cannes                       |                                  | Cannes               | 30 mai 1998      |
| 1 min 00 s 17 | Stéphan Perrot        | 1977      | 23  | CS Clichy 92                    | Championnats d'Europe            | Valence              | 15 décembre 2000 |
| 59 s 63       | Stéphan Perrot        | 1977      | 24  | CS Clichy 92                    | Championnats interclubs          | Antibes              | 13 janvier 2001  |
| 59 s 24       | Hugues Duboscq        | 1981      | 21  | CN Le Havre                     | Coupe du monde                   | Berlin               | 27 janvier 2002  |
| 59 s 18       | Hugues Duboscq        | 1981      | 21  | CN Le Havre                     | Championnats d'Europe            | Riesa                | 13 décembre 2002 |
| 59 s 16       | Hugues Duboscq        | 1981      | 24  | CN Le Havre                     | Coupe du monde                   | Stockholm            | 19 janvier 2005  |
| 59 s 13       | Hugues Duboscq        | 1981      | 24  | CN Le Havre                     | Coupe du monde                   | Berlin               | 23 janvier 2005  |
| 59 s 05       | Hugues Duboscq        | 1981      | 25  | CN Le Havre                     | Coupe du monde                   | Stockholm            | 18 janvier 2006  |
| 58 s 24       | Hugues Duboscq        | 1981      | 27  | CN Le Havre                     | Championnats de France militaire | Rochefort            | 22 mai 2008      |
| 58 s 76       | Giacomo Perez-Dortona | 1989      | 19  | CN Marseille                    | Championnats de France (s)       | Angers               | 5 décembre 2008  |
| 58 s 14       | Hugues Duboscq        | 1981      | 27  | CN Le Havre                     | Championnats de France (f)       | Angers               | 5 décembre 2008  |
| 57 s 64       | Hugues Duboscq        | 1981      | 27  | CN Le Havre                     | Championnats d'Europe (f)        | Rijeka               | 12 décembre 2008 |
| 57 s 24       | Hugues Duboscq        | 1981      | 27  | CN Le Havre                     | Championnats d'Europe (f)        | Stockholm            | 11 novembre 2009 |
| 57 s 24       | Giacomo Perez-Dortona | 1989      | 25  | Cercle des nageurs de Marseille | Championnats du monde (d)        | Doha                 | 3 décembre 2014  |
| 56 s 78       | Giacomo Perez-Dortona | 1989      | 25  | Cercle des nageurs de Marseille | Championnats du monde (f)        | Doha                 | 4 décembre 2014  |